# آکادمی فوتبال رایت تو دریم
آکادمی فوتبال رایت تو دریم (انگلیسی: Right to Dream Academy) یک سیستم آکادمی فوتبال جوانان است که در غنا مستقر است. این آکادمی در سال ۱۹۹۹ به عنوان یک مدرسه شبانه‌روزی و مرکز آموزشی در آکرا آغاز به کار کرد. این آکادمی متعلق به گروه منصور است.
اکنون این گروه شامل چندین باشگاه و آکادمی با شعبه‌هایی در مصر و همچنین تیم‌های حرفه‌ای گروه منصور، باشگاه فوتبال نورشلان در دانمارک،باشگاه فوتبال زنان مسار در مصر و باشگاه فوتبال سن دیگو در ایالات متحده است.

## تاریخچه
این آکادمی در سال ۱۹۹۹ توسط تام ورنون تأسیس شد، که قبلاً رئیس اسکوترهای منچستریونایتد در آفریقا بود. این آکادمی کار خود را در مقیاس کوچک آغاز کرد و برخلاف بیشتر آکادمی‌های جوانان، مستقل از یک تیم حرفه‌ای بود و تعداد کمی از پسران را آموزش می‌داد که در ابتدا در خانه ورنون ساکن بودند. برخی از اسکوترها و سایر کارکنان داوطلب بودند.
در سال ۲۰۰۴، این سازمان شروع به همکاری با دبیرستان‌های شبانه‌روزی ایالات متحده برای ارائه بورسیه‌های ورزشی کرد. در سال ۲۰۱۰، این سازمان یک تأسیسات جدید در جنوب Akosombo در منطقه شرقی غنا افتتاح کرد. از سال ۲۰۲۱، این یک مدرسه شبانه‌روزی با بورسیه کامل برای فوتبالیست‌های با استعداد است که از سراسر غرب آفریقا جذب می‌شوند.